# 龚学平
龚学平（1942年3月—），江苏南京人，大学学历，高级编辑，1965年11月加入中国共产党，1967年9月参加工作。

## 仕途
龚学平曾任上海电视台编辑、新闻部副主任、党支部书记，上海市广播电视局副局长，上海电视台党委书记、台长、总编辑，中共上海市委宣传部副部长兼上海市广播电视局副局长、上海市广播电视局局长，上海市人民政府副秘书长，上海市副市长，中共上海市委副书记，上海市人大常委会副主任、党组副书记。2003年2月至2008年1月任上海市人大常委会主任。後任上海视觉艺术学院名誉院长。
在2009年3月全国人大会议期间，龚学平代表建议大学教育恢复5年制，高职由两年制改为三年制，第一年搞军训，并称“美国、新加坡都是这样搞的”，实则美国并不军训。此言一出，舆论哗然，纷纷反对，更有网友嘲笑说，“建议大学搞50年制，这样可解决就业问题”。